# Rhinolophus siamensis
Rhinolophus siamensis (Gyldenstolpe, 1917) è un Pipistrello della famiglia dei Rinolofidi diffuso in Cina e Indocina.

## Descrizione

### Dimensioni
Pipistrello di piccole dimensioni, con la lunghezza della testa e del corpo di 38 mm, la lunghezza dell'avambraccio tra 36 e 42 mm, la lunghezza della coda tra 16 e 22 mm, la lunghezza del piede tra 8 e 9 mm, la lunghezza delle orecchie tra 19 e 22 mm e un peso fino a 5,7 g.

### Aspetto
Le parti dorsali sono marroni chiare, mentre le parti ventrali giallo-brunastre. Le orecchie sono grandi, appuntite e con una concavità sul bordo esterno appena sotto la punta. La foglia nasale presenta una lancetta lunga, con i bordi convessi e la punta arrotondata, un processo connettivo elevato, una sella lunga, larga e con l'estremità arrotondata. La porzione anteriore è larga, copre completamente il muso, ha un incavo centrale alla base ed una foglietta supplementare dietro di essa. Il labbro inferiore ha tre solchi longitudinali. La coda è lunga ed inclusa completamente nell'ampio uropatagio. 

### Ecolocazione
Emette ultrasuoni ad alto ciclo di lavoro con impulsi a frequenza costante di 68–74 kHz nel Laos.

## Biologia

### Comportamento
Si rifugia probabilmente nelle grotte calcaree.

### Alimentazione
Si nutre di insetti.

## Distribuzione e habitat
Questa specie è diffusa nella provincia cinese meridionale dello Yunnan e in Thailandia, Vietnam, Laos settentrionali.
Vive nelle foreste sempreverdi.

## Conservazione
La IUCN Red List, considerato il vasto areale anche se non ci sono informazioni recenti circa lo stato della popolazione, classifica R.siamensis come specie a rischio minimo (Least Concern)).